# Banco Central del Uruguay
El Banco Central del Uruguay (BCU) es el órgano estatal de Uruguay encargado de la política monetaria y de la estabilidad del sistema financiero.

## Historia
Creado por el artículo 196 de la Constitución de 1967, es un servicio del dominio comercial del Estado, organizado bajo la forma de Ente Autónomo y dotado de autonomía técnica, administrativa y financiera. 
Antes de su creación, el Banco de la República era quien oficiaba de autoridad monetaria, además de la emisión de moneda. Funciones exclusivas de un banco central, por lo cual la Constitución de 1967 creó el Banco Central como una entidad separada del Banco de la República, que paso a  desempeñarse de forma exclusiva como banco comercial. 
Su primera carta orgánica fue la ley N.º 16.696 del 30 de marzo de 1995, aunque, posteriormente fue modificada por la ley N.º 18.401 del 24 de octubre de 2008. 
Una característica muy particular de este Banco Central la constituyó la asistencia financiera a las entidades bancarias en dificultades; cada vez que un banco uruguayo corría riesgo de quiebra, era intervenido por el Estado uruguayo con la finalidad de preservar los depósitos de los ahorristas.
Esta práctica fue habitual hasta que sobrevino la crisis bancaria de 2002; tras la misma, se instrumentó un seguro de depósitos bancarios, con distintos montos de cobertura según la moneda del depósito.

## Funciones
De acuerdo con su carta orgánica sus finalidades primordiales:

A) La estabilidad de precios que contribuya con los objetivos de crecimiento y empleo.
B) La regulación del funcionamiento y la supervisión del sistema de pagos y del sistema financiero, promoviendo su solidez, solvencia, eficiencia y desarrollo.

Para el logro de sus finalidades, el Banco Central tiene las siguientes atribuciones:
Tendrá a su exclusivo cargo la emisión de billetes, acuñación de monedas y
retiro de circulación de billetes y monedas en todo el territorio de la República, creando deuda pública, que los trabajadores deberán pagar con impuestos.
En lo que respecta a la acuñación de monedas se estará a lo dispuesto por el
numeral 10 del artículo 85 de la Constitución de la República.
Aplicará los instrumentos monetarios, cambiarios y crediticios que fueren
necesarios para cumplir las finalidades que le asigna el artículo 30.
Actuará como asesor económico, banquero y representante financiero del
Gobierno.
Administrará las reservas internacionales del Estado.
E) Actuará como banquero de las instituciones de intermediación financiera.
Podrá representar al Gobierno de la República en los organismos financieros
internacionales y ejecutará las transacciones financieras relacionadas con la
participación del Estado en dichos organismos.
Regulará normativamente y supervisará la ejecución de aquellas reglas por
parte de entidades públicas y privadas que integran el sistema financiero. A tal
efecto, podrá autorizar o prohibir, en todo o en parte, operaciones en general o
en particular, así como fijar normas de prudencia, buena administración o
método de trabajo e informará, en el caso de las entidades públicas, al Poder
Ejecutivo, a sus efectos.
Promoverá y desarrollará la educación y la cultura económica y financiera
Dentro del Banco Central funciona la Superintendecia de Servicios Financieros que regula y fiscaliza a las entidades que integran el sistema financiero, a los emisores de títulos de oferta pública, a quienes realizan colocaciones o inversiones financieras con recursos propios, a los asesores en negocios financieros, a las empresas de transferencia de fondos, a quienes prestan servicios de administración, contabilidad o procesamiento de datos a instituciones financieras en el exterior y a quienes prestan servicios auxiliares al sistema financiero, como auditorías externas, calificadoras de riesgo o procesadoras de datos.
Además y con el objetivo de educar a la población de todas las edades en cuanto a su funcionamiento y la colaboración que brinda a los ciudadanos existe el programa BCU Educa, el cual ofrece capacitación en institutos primarios, secundarios y elabora informes digeridos para que la población pueda tomar ventaja de sus funciones principales.

### Billetes digitales
En 2017 Uruguay se convirtió en el primer país en el mundo en utilizar billetes digitales en colaboración con Administración Nacional de Telecomunicaciones,  IBM y Redpagos, entre otros.

## Estructura
El Banco Central está conformado por un directorio integrado por un presidente, un vicepresidente, un director y una secretaría general. 

### Estructura
- Inspección General
- Superintendencia de servicios financieros
- Gerencia de servicios institucionales
- Generencia de planificación estratégica